# سلطعون مقوس
سلطعون مقوس (الاسم العلمي: Leucisca)، جنس سلطعونات من فصيلة المقوسيات. تستوطن أنواعه جنوب أفريقيا.

## الأنواع
- Leucisca levigena George & M. Clark, 1976
- Leucisca rubifera (Müller, 1887)
- Leucisca squalina MacLeay, 1838